# It’s a Beautiful Feeling
It’s a Beautiful Feeling (с англ. — «Это прекрасное ощущение») — мини-альбом хардкор-панк группы Rich Kids on LSD, выпущенный в 1984 году. Его продюсером выступил Даг Муди (Doug Moody) на стдудии Mystic Голливуде. Он был описан как «великий» и «жемчужина хардкора» и было отмечено влияние металла на гитарную игру.

## Участники
- Джейсон Сирс — вокал
- Крис Рест — гитара
- Винс Пепперс — басс
- Бомер Манцулло — барабаны